# 李濤 (陸上選手)
李濤（リ・タオ、1968年1月15日）は中国の男子陸上競技選手。専門は短距離走。
1986年にジャカルタで開催されたアジアジュニア陸上競技選手権大会の100mで金メダルを獲得、以降アジア陸上競技選手権大会でも銀メダルを2枚、銅メダルを1枚獲得している。
1998年にはソウルオリンピックに出場し、100mと4×100mリレーの両方で2次予選まで進出している。